# Meterana pauca
Meterana pauca är en fjärilsart som beskrevs av Alfred Philpott 1910. Meterana pauca ingår i släktet Meterana och familjen nattflyn. Inga underarter finns listade i Catalogue of Life.